# Passaporte paquistanês

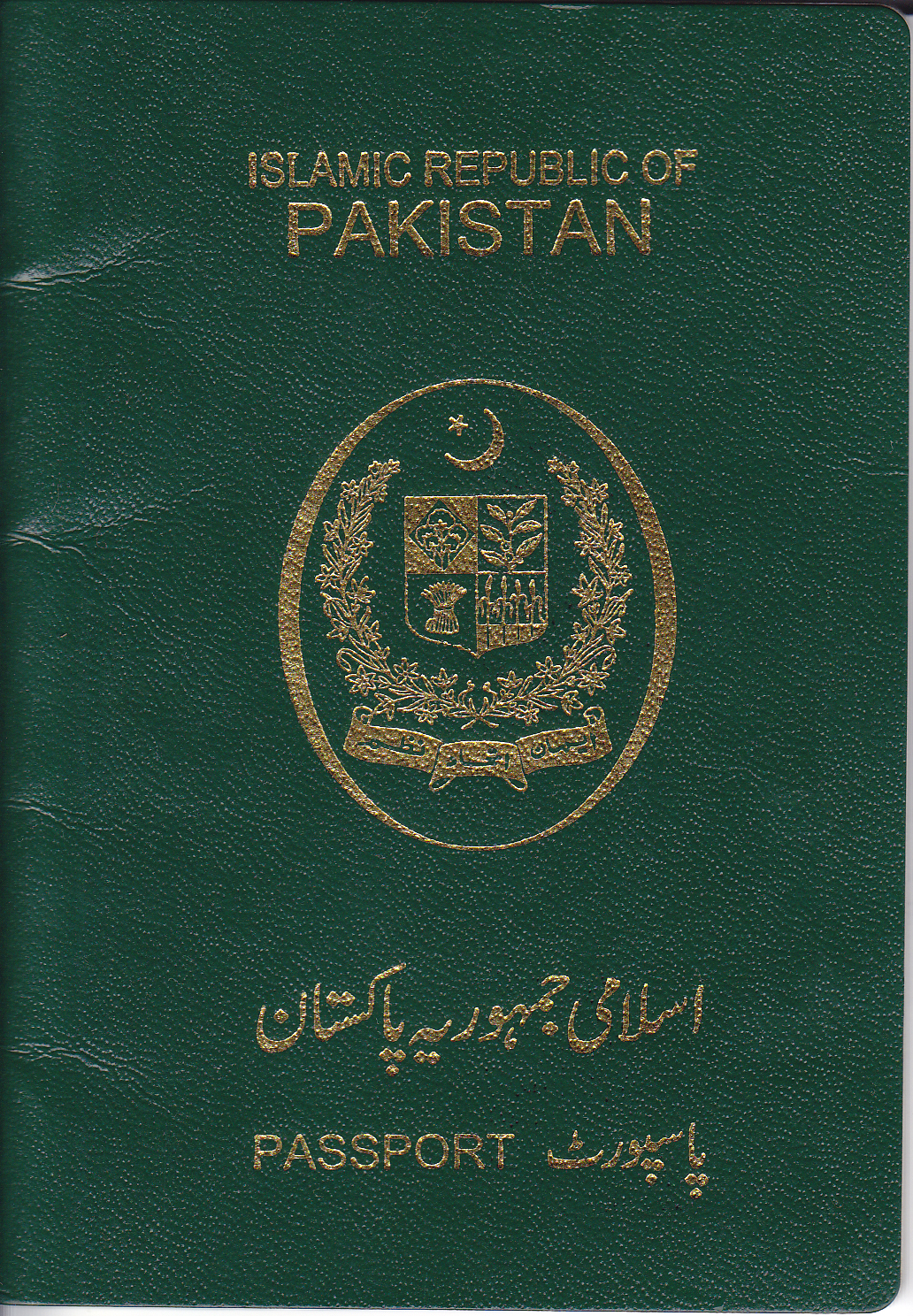
Capa do passaporte paquistanês.

O passaporte paquistanês (em urdu: پاکستانی پاسپورٹ) é emitido para cidadãos do Paquistão com o propósito facilitar, controlar e regulamentar viagens internacionais. A Direcção-Geral de Imigração e Passaportes do Ministério do Interior é responsável pela emissão de passaportes. Passaportes de leitura óptica e biométricos do Paquistão estão atualmente sendo emitidos a partir de escritórios de passaporte regionais e embaixadas do Paquistão.
Em 2004, o Paquistão tornou-se um dos primeiros países do mundo a emitir os passaportes biométricos, que são em conformidade com as normas da ICAO. Eles não possuem o chip de símbolo em sua formatação (E-passaporte), que é obrigatório para passaportes eletrônicos padrão-ICAO, no entanto Ministério do interior está a planear começar a emitir E-Passaporte nos próximos anos para os cidadãos paquistaneses. A partir de 2012, o Paquistão adotou o E-Passport Multi-biométrico que agora é compatível com as normas da ICAO. De acordo com o ministro do Interior, os passaportes biométricos serão introduzido em 2017. Mais de 7 milhões de passaportes foram emitidos no Paquistão desde a adoção da política, e os passaportes são impressos em uma instalação de personalização centralizada, estabelecida dentro das instalações da Direcção-Geral de Imigração, com sede na capital, Islamabad. Desde janeiro de 2014, os passaportes estão sendo emitidos com 5 e 10 anos de validade.
O Paquistão não reconhece o Estado de Israel. Por conta disso, está escrito como observação: "Este passaporte é válido para todos os países do mundo, exceto Israel" nos passaportes paquistaneses.

## Tipos
Os passaportes são impressos pela agência governamental DGI & P. O Act de 1974 regula a emissão de passaportes. Existem três tipos de passaportes sendo emitidos no Paquistão:
- passaporte diplomático: Os passaportes diplomáticos são emitidos pelo Ministério dos Negócios Estrangeiros aos diplomatas e outras categorias de direito, em conformidade com o Visa Manual do Passaporte de 2006.[5]
- Passaporte Oficial: Passaportes oficiais são emitidos para os senadores, deputados da Assembleia Nacional, os ministros provinciais, juízes dos tribunais supremos/alta, oficiais que servem com os governos no estrangeiro em missões oficiais, etc.[5]
- Passaporte comum: Emitidos para qualquer cidadão de nacionalidade paquistanesa, que deseja realizar viagem ao exterior.[5]

Além destes, foi também emitido o passaporte Hajj, que facilitava a peregrinação de paquistaneses à Meca, na Arábia Saudita. Eles, porém, deixaram de ser emitidos, e um passaporte comum dev ser utilizado para a peregrinação Hajj.